# Trzęsienie ziemi w Marrakeszu-Safi (2023)

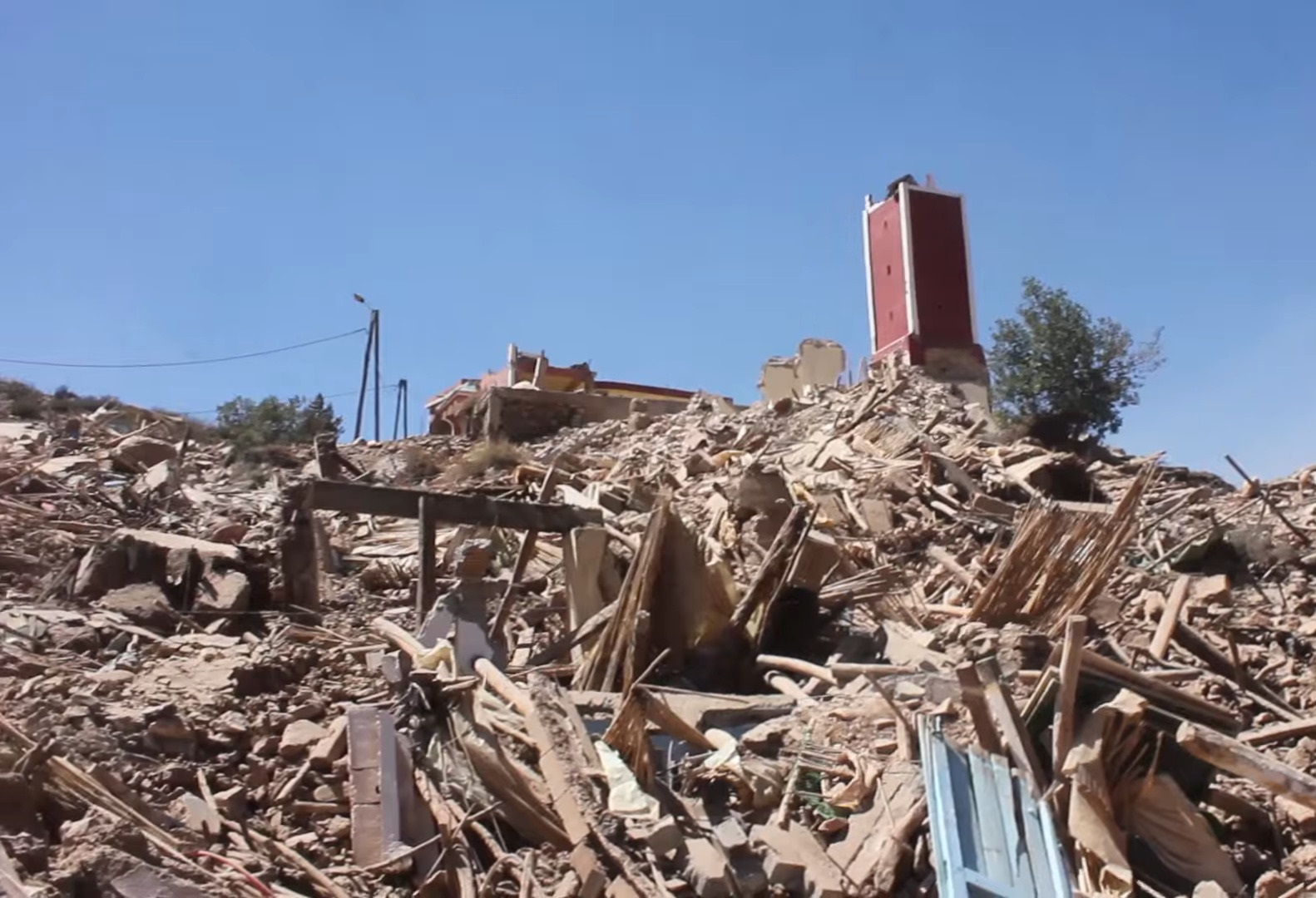
Zniszczenia w mieście Tizi N'Test

Trzęsienie ziemi w Marrakeszu-Safi – silne trzęsienie ziemi, które 8 września 2023 roku nawiedziło marokański region Marrakesz-Safi. Jest to drugie najtragiczniejsze w skutkach na świecie w 2023 roku, po trzęsieniu ziemi w Turcji i Syrii, oraz najbardziej śmiercionośne trzęsienie ziemi, jakie nawiedziło Maroko od 1960 roku (od trzęsienia ziemi w Agadirze). Jest to również najsilniejsze trzęsienie ziemi, jakie nawiedziło tę część Afryki Północnej od ponad 120 lat.

## Przebieg i skutki
Krajowe Centrum Badań Naukowych i Technicznych (CNRST) z siedzibą w Rabacie podało, że trzęsienie ziemi o magnitudzie 6,8 uderzyło o godzinie 23.11 czasu lokalnego (00:11 czasu w Polsce). 19 minut później nastąpiły wstrząsy wtórne o magnitudzie 4,9. Światowa Organizacja Zdrowia oszacowała, że dotkniętych trzęsieniem ziemi zostało około 300 000 mieszkańców Marrakeszu i okolic, w tym 100 000 dzieci. Wstrząsy były tak silne, że odczuli je również mieszkańcy Portugalii i Hiszpanii w Europie oraz sąsiadującej Algierii.
Trzęsienie uszkodziło m.in. XII-wieczny meczet Tinmal znajdujący się na liście rezerwowej światowego dziedzictwa UNESCO.
W porozumieniu z Afrykańską Konfederacją Piłkarską przełożono mecz eliminacji Pucharu Narodów Afryki między reprezentacją Maroka i Liberii, który miał się odbyć 9 września 2023.

### Ofiary
W wyniku trzęsienia ziemi życie straciło 2960 osób, a 6125 zostało rannych. Ministerstwo Spraw Zagranicznych Francji przekazało, że w trzęsieniu ziemi zginęło czterech obywateli Francji, a 15 zostało rannych.
9 września Maroko ogłosiło trzydniową żałobę narodową.

## Reakcje międzynarodowe
Mimo napiętych relacji i zerwanych stosunków, Algieria oświadczyła, że otworzy swoją przestrzeń powietrzną dla lotów humanitarnych i medycznych do Maroka. Sama jest również gotowa udzielić pomocy humanitarnej.
Po trzęsieniu ziemi Maroko nie zwróciło się o pomoc międzynarodową. Oferty pomocy napływały z wielu krajów i organizacji, jednak rząd Maroka przyjął pomoc tylko od czterech krajów: Hiszpanii, Wielkiej Brytanii, Kataru i Zjednoczonych Emiratów Arabskich, co spotkało się z dużą krytyką. W odpowiedzi na te uwagi Ministerstwo Spraw Wewnętrznych oświadczyło, że selektywne przyjęcie pomocy opierało się na dokładnej ocenie potrzeb w terenie.